# Zdzisław Średniawski
Zdzisław Andrzej Średniawski (ur. 14 stycznia 1951 w Lubawce) – polski polityk, samorządowiec, w latach 2007–2010 wicewojewoda dolnośląski.

## Życiorys
Ukończył studia na Akademii Nauk Społecznych przy KC PZPR w Warszawie. W latach 1987–1990 zajmował stanowisko zastępcy naczelnika miasta i gminy Żmigród. Następnie do 1994 pełnił funkcję prezesa Spółdzielni „Samopomoc Chłopska”. Od 1994 do 2007 nieprzerwanie sprawował urząd burmistrza Żmigrodu. Zasiadał także w sejmiku dolnośląskim I kadencji. W 2001 i 2007 bez powodzenia kandydował do Sejmu, a w 2006 do sejmiku województwa.
27 grudnia 2007 został powołany na stanowisko wicewojewody dolnośląskiego, w związku z czym zrezygnował z funkcji burmistrza. Odwołany 7 czerwca 2010. W 2010 został wybrany na radnego powiatu trzebnickiego. W 2014 nie uzyskał reelekcji. Wcześniej w 2011 został zastępcą burmistrza Żmigrodu.
Działacz Polskiego Stronnictwa Ludowego, został powołany do zarządu oddziału wojewódzkiego Związku Ochotniczych Straży Pożarnych RP. Żonaty, ma dwoje dzieci.
W 2001 odznaczony Brązowym Krzyżem Zasługi, a w 2010 Złotą Odznaką „Zasłużony dla Ochrony Przeciwpożarowej”.